# ماركو دالا كوستا
ماركو دالا كوستا (بالإيطالية: Marco Dalla Costa)‏ هو لاعب كرة قدم إيطالي، ولد في 25 مارس 1988 في بينيرولو في إيطاليا. شارك مع منتخب إيطاليا تحت 17 سنة لكرة القدم. أما مع النوادي، فقد لعب مع أولبيا كالسيو 1905 وإنتر ميلان ونادي برو باتاريا ونادي نوفارا.

## وصلات خارجية
- ماركو دالا كوستا على موقع الاتحاد الدولي (مؤرشف)  (الإنجليزية)
- ماركو دالا كوستا على موقع قاعدة بيانات كرة القدم.إي يو (الإنجليزية)